# أوسكار غرايمز
أوسكار غرايمز (بالإنجليزية: Oscar Grimes)‏ هو لاعب كرة قاعدة أمريكي، ولد في 13 أبريل 1915 في مينيرفا في الولايات المتحدة، وتوفي في 19 مايو 1993 في ويست ليك في الولايات المتحدة.

## وصلات خارجية
- أوسكار غرايمز على موقعبيزبول رفرنس.كوم (الدوري الرئيسي) (الإنجليزية)
- أوسكار غرايمز على موقعبيزبول رفرنس.كوم (الدوري الثانوي) (الإنجليزية)